# Maya Deren
Maya Deren (Kiev, 29 de abril de 1917  – Nova Iorque, 13 de outubro de 1961), nascida Eleanora Derenkovskaya, foi uma realizadora e teórica cinematográfica norte-americana dos anos 1940 e 1950. Deren também foi coreógrafa, dançarina, poeta, escritora e fotógrafa.

## Biografia

### Primeiros anos
Nascida Eleanora Derenkovskaya, a 29 de Abril de 1917 (o ano da Revolução Russa), em Kiev, na Ucrânia, filha de Marie Fiedler, que tinha estudado música, e de Solomon Derenkovsky, psiquiatra, Maya Deren começou por receber a educação reservada aos privilegiados cultos. Mas em 1922, com as revoltas antissemitas (pogroms) provocadas pelas forças contrarrevolucionárias do Exército Branco (movimento pró-czarista e anticomunista) a família judia é forçada a fugir da União Soviética. Estabelecem-se com o irmão do pai em Siracusa, Nova Iorque, onde Solomon Derenkovsky integra o corpo clínico do Hospital Psiquiátrico local e, pouco tempo depois, a família é oficialmente autorizada a encurtar o nome para Deren. Em 1928 os Deren tornam-se cidadãos norte-americanos.

### Universidade
Quando, em 1930, os pais se separaram, Deren é enviada, em regime de internato, para a Escola Internacional de Genebra, na Suíça, onde estuda francês, alemão e russo. Em 1933 retorna aos Estados Unidos e inicia os seus estudos superiores na Universidade de Siracusa, onde frequenta o curso de jornalismo e ciência política (tornando-se activista da organização trotskista Liga da Juventude Socialista (YPSL), na qual conhece Gregory Bardacke, com quem viria a casar em 1935, aos 18 anos). Datam desta época os seus primeiros interesses pelo cinema. Em 1935 transfere-se para a Universidade de Nova Iorque, onde ela e o marido se tornam muito activos em várias causas socialistas. Terminado o curso e separada de Gregory Bardacke (o divórcio só seria decretado em 1939), inicia um mestrado em literatura inglesa e poesia simbolista na Escola Nova de Pesquisas Sociais, que completa em 1939 no Colégio Smith. Terminados os estudos, começa a trabalhar como assistente para vários escritores e editores, enquanto paralelamente desenvolve o seu interesse pela poesia.

### Cinema
Em 1941 torna-se assistente pessoal da coreógrafa / dançarina / antropóloga Katherine Dunham, pioneira da dança negra e autora, em 1936, de um estudo antropológico sobre o Haiti. O trabalho com Dunham inspira Deren a escrever um ensaio intitulado Religious Possession in Dancing. No final de uma digressão, a Companhia de Dança Katherine Dunham fixa-se em Los Angeles durante alguns meses, para trabalhar em Hollywood. É aí que Deren conhece Alexander Hackenschmied, um famoso fotógrafo e operador de câmara de origem checa, que em 1942 se tornaria o seu segundo marido, e que por sugestão da própria Deren, que achava Hackenschmied demasiado judeu, encurta o seu nome para Alexander Hammid. Deren aproveita a pequena herança de seu pai para comprar em segunda-mão uma câmara Bolex de 16mm, que ela e Hammid usaram para realizar o seu primeiro – e mais famoso – filme, Meshes of the Afternoon (1943), em Hollywood. Meshes of the Afternoon preparou o terreno para os filmes americanos de vanguarda dos anos 40 e 50 e seria reconhecido como um marco incontornável do cinema experimental.
Deren regressa a Nova Iorque em 1943 e passa a assinar com um novo nome: Maya (que era o nome da mãe de Buda, assim como uma antiga palavra para água e a palavra que designa o "véu da ilusão" na mitologia Hindu). André Breton, Marcel Duchamp, Oscar Fischinger, John Cage e Anaïs Nin tornam-se parte do seu círculo social de Greenwich Village e a sua influência começa a fazer-se sentir no trabalho de realizadores como Willard Maas, Kenneth Anger, Stan Brakhage, Sidney Peterson, James Broughton, Gregory J. Markopoulos e Curtis Harrington.
No decurso dos anos imediatos Deren continua a criar obras inovadoras em 16mm, nomeadamente At Land (1944) e Study in Choreography for Camera (1945). Em 1946 aluga o Teatro de Provincetown, no centro de Nova Iorque, para mostrar Meshes of the Afternoon, At Land e Study in Choreography for Camera num evento intitulado Three Abandoned Films que durou vários dias. Esta acção audaciosa inspiraria outros realizadores a fazerem a auto-distribuição do seu trabalho. Nesse mesmo ano ganha um Fellowship da Fundação Guggenheim pelo "Trabalho Criativo no Domínio Cinematográfico", tendo sido o primeiro realizador a ganhar o prestigiado prémio. As suas fotografias e ensaios, incluindo An Anagram of Ideas on Art, Form and Film começam a surgir na imprensa underground. Inicia também o planeamento de um filme sobre transe e ritual, envolvendo a dança, os jogos infantis e os filmes etnográficos realizados por Gregory Bateson e Margaret Mead sobre o transe no Bali.
Em 1947 é-lhe atribuído o "Grande Prémio Internacional para Filmes de 16mm - Classe Experimental" no Festival de Cinema de Cannes, por Meshes of the Afternoon. É a primeira vez que o prémio é concedido aos Estados Unidos e a uma realizadora mulher. Nesse mesmo ano divorcia-se do realizador Alexander Hammid.

### Haiti e Vodu
O prémio da Fundação Guggenheim permitiu a Deren financiar uma ida ao Haiti, para prosseguir as suas pesquisas sobre o Vodu haitiano, interesse que lhe terá sido despertado pelo estudo de Dunham sobre a dança do Haiti. Entre 1947 e 1955, Deren passa aproximadamente 21 meses no Haiti, filmando rituais e danças Vodu, mas também participando neles, a ponto de adoptar a religião Vodu e de ser iniciada como sacerdotisa. O material que daí resultou - várias horas colectivamente referenciadas como Haitian Film Footage - ficou por terminar (a partir desse material, Teiji Ito e Cherel Winett Ito montaram e produziram um filme em 1981, vinte anos depois da morte de Deren), estando actualmente depositado na Colecção Maya Deren da Universidade de Boston. Sob a tutela do mitologista Joseph Campbell, Deren escreveu um estudo etnográfico, detalhado e sem precedentes, sobre a religião Vodu, intitulado Divine Horsemen: The Living Gods of Haiti (1953), considerado fonte incontornável sobre o assunto.
O seu último filme, The Very Eye of Night (1955), teve estreia em Port-au-Prince, no Haiti. Devido a uma disputa financeira com o produtor, o filme só foi mostrado em Nova Iorque em 1959. Em 1960 Deren casa com Teiji Ito, um músico japonês mais novo que ela 18 anos e que a acompanhara na sua última viagem ao Haiti em meados dos anos 50. Compôs as bandas-sonoras para dois dos seus filmes, incluindo The Very Eye of Night.

### Morte
A 13 de Outubro de 1961 Maya Deren morre repentinamente de um derrame cerebral, aos quarenta e quatro anos de idade. Houve muita especulação sobre as causas reais desse derrame, tendo os boatos referido uma maldição Vodu, o uso de "concentrados de vitaminas" (que continham anfetaminas) do chamado Dr. Feelgood, Max Jacobson (que em 1975 viria a perder a licença para exercer medicina, após uma investigação do New York Times sobre a dependência de drogas que provocava nos seus pacientes), ou uma renhida querela judicial sobre a herança do pai de Ito. As suas cinzas foram espalhadas no Monte Fuji, no Japão.
A visão cinematográfica de Maya Deren continua a influenciar realizadores de cinema um pouco por toda a parte (de vanguarda e outros) e o seu trabalho é estudado nas mais prestigiadas escolas de cinema do mundo. A edição em DVD dos seus filmes ampliou-lhe a audiência para um público menos especializado. Em 1985, o Instituto do Filme Americano (AFI) criou o Prémio Maya Deren, para dignificar a contribuição e o significado do trabalho cinematográfico independente. Nos Arquivos de Filmes de Antologia (AFA), em Nova Iorque, foi erigido o Teatro Maya Deren, de 66 lugares, para a exibição dos seus filmes e vídeos.

## Filmografia
- Meshes of the Afternoon (1943), 16mm, 14’, p&b, mudo (sonorizado em 1952 por Teiji Ito) - com Alexander Hammid
- The Witches' Cradle (1943, não finalizado), 16mm, 13’ rushes, p&b, mudo - com Marcel Duchamp e Pajorita Matta
- At Land (1944), 16mm, 15’, p&b, mudo - fotografia de Hella Heyman e Alexander Hammid
- A Study in Choreography for Camera (1945), 16mm, 3’, p&b, mudo - com Talley Beatty
- Ritual in Transfigured Time (1946), 16mm, 15’, p&b, mudo - coreografia de Frank Westbrook, fotografia de Hella Heyman - com Frank Westbrook, Rita Christiani, Anaïs Nin e Gore Vidal
- The Private Life of a Cat (1947, co-realizado com Alexander Hammid), 16mm, 29’, p&b, mudo e sonoro
- Haitian Film Footage (1947-55, não finalizado), 16mm, 4h rushes, p&b, mudo/sonoro (finalizado em 1981 por Teiji e Cherel Ito com o título Divine Horsemen: The Living Gods of Haiti)
- Meditation on Violence (1948), 16mm, 13’, p&b, sonoro - colagem musical de Maya Deren - com Chao-li Chi
- Medusa (1949, não finalizado), 16mm, 10’ rushes, p&b, mudo - com Jean Erdman
- The Very Eye of Night (1952-55), 16mm, 15’, p&b, sonoro - coreografia de Antony Tudor, música de Teiji Ito - com Metropolitan Opera Ballet School
- Season of Strangers (1959, não finalizado), 16mm, 58’ rushes, p&b, mudo